# Terminal Force
Pour plus de détails, voir Fiche technique et Distribution.
Terminal Force est un film américain réalisé par Fred Olen Ray, sorti en 1989. Le film met en vedettes dans les rôles principaux Richard Harrison, Troy Donahue et Dawn Wildsmith.

## Synopsis
Nick Tyree (Richard Harrison) est bien loin d’être un policier modèle. Il est plutôt totalement incontrôlable : il boit beaucoup, enfreint toutes les règles, et ne tolère pas de travailler avec un partenaire. La coupe déborde lorsqu’il se rend dans un magasin d’alcool pour acheter son poison quotidien et qu’un voleur à main armée tente de braquer le vendeur. Nick Tyree l’explose à coups de flingue, mais une enquête est ouverte sur cette utilisation abusive de son arme de service, et Tyree est suspendu. Cependant, son chef persuade cette tête brûlée de reprendre du service. En effet, la fille d’un témoin clé contre le chef de la mafia, Johnny Ventura, a été kidnappée. Et hélas il semble que les méthodes brutales du flic renégat soient la seule solution pour la sauver, bien qu’il soit vieux et probablement toujours un peu ivre.

## Distribution
- Richard Harrison : Nick Tyree
- Troy Donahue : Slim
- Dawn Wildsmith : Delilah[2]
- John Henry Richardson : Johnny Ventura
- James R. Sweeney : Capitaine Pepper
- Cleve Hall : Leonard
- Jimmy Williams : Harry
- Angela Porcell : Christin
- Tom Shell : Stu
- Fox Harris : Hendrix
- Vincent Barbi : Vito
- Ralph Lucas : propriétaire du magasin
- Sam Hiona : Sam
- Alex Veadov : homme du hold-up
- Joseph Pilato : détective
- Dan Golden : avocat
- Michael O'Shea : homme au bar #1
- Curtis Buttenheim : homme au bar #2[1]

## Production
Le tournage a eu lieu à Santa Clarita, en Californie, aux États-Unis, pour un budget estimé à 68 000 $ US. Le film a été tourné en cinq jours.

## Réception critique
Terminal Force recueille un score d’audience de 14% sur Rotten Tomatoes